# Gela Beschuaschwili

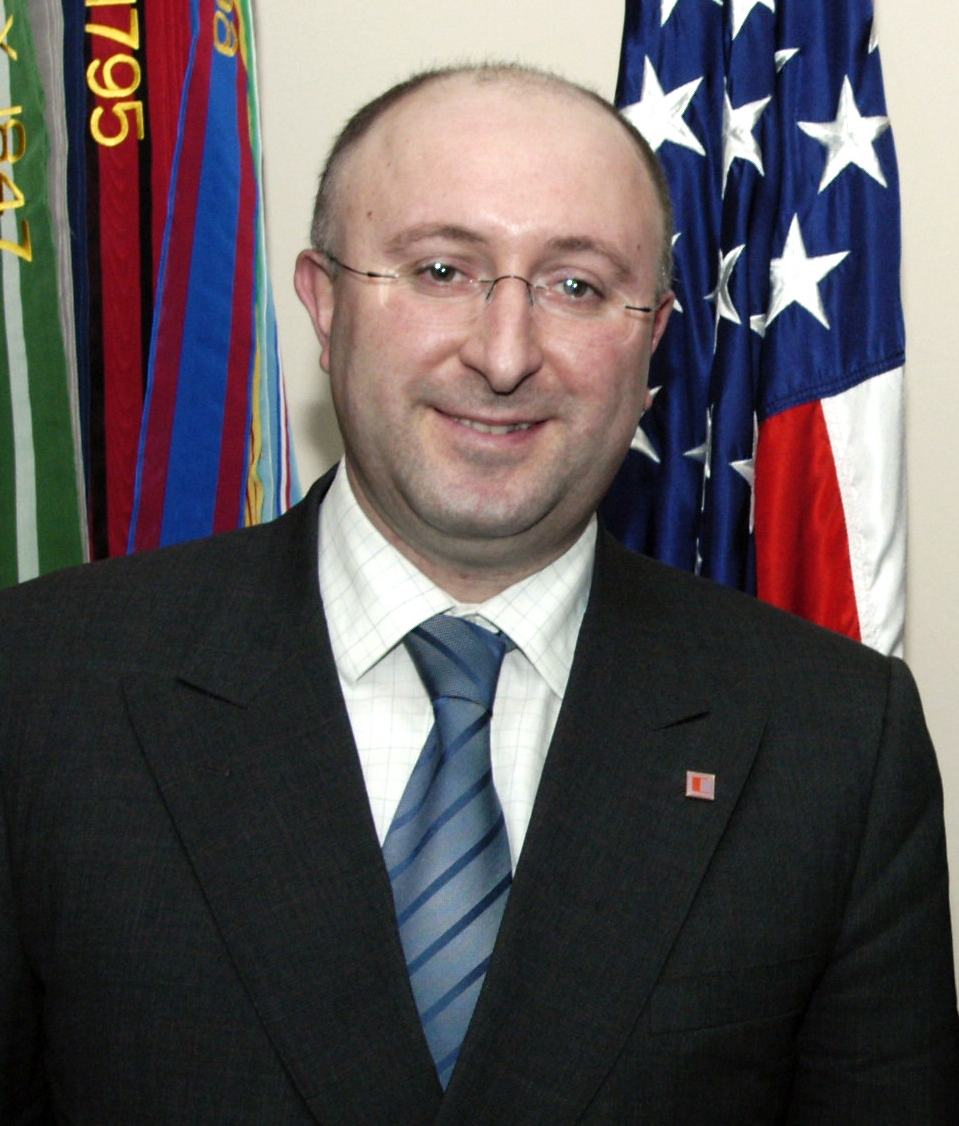
Gela Beschuaschwili (2005)

Gela Beschuaschwili (georgisch გელა ბეჟუაშვილი; * 1. März 1967 in Manglisi, Niederkartlien) ist ein georgischer parteiloser Politiker. Der Diplomat war von Februar bis Juni 2004 georgischer Verteidigungsminister. Von Oktober 2005 bis Januar 2008 war er Außenminister seines Landes. Seit dem 1. Februar 2008 ist er Chef des georgischen Nachrichtendienstes.

## Leben
Er schloss 1991 ein Studium am Ukrainischen Institut für Internationale Beziehungen und Internationales Recht der Staatlichen Universität Kiew ab. 1997 erwarb er als Stipendiat des Edmund S. Muskie Graduate Fellowship Program an der Southern Methodist University (SMU) in Dallas, Texas die Titel Master of Laws sowie LL.M-International and Comparative Law. 2003 studierte er an der John F. Kennedy School of Government der Harvard University in Cambridge, Massachusetts.
1991 trat er in das georgische Außenministerium ein, arbeitete in der internationalen Rechtsabteilung. Von 1993 bis 1996 war er georgischer Gesandter in Kasachstan. Zwischen 1997 und 2000 fungierte er als Leiter der Abteilung für Internationales Recht im Außenministerium. Er war an der Ausarbeitung georgischer Gesetze über den auswärtigen Dienst und den Nationalen Sicherheitsrat beteiligt, vertrat sein Land in verschiedenen Expertengremien Europarats.
Von 2000 bis 2004 war er stellvertretender Außenminister unter Präsident Eduard Schewardnadse und der kommissarischen Präsidentschaft Nino Burdschanadses. Im Februar 2004 wurde er auf Vorschlag Präsident Micheil Saakaschwili zum ersten zivilen Verteidigungsminister Georgiens gewählt. Er pensionierte die Mehrzahl der georgischen Generäle und reduzierte die Stärke der Streitkräfte von rund 20.000 auf etwa 15.000 Soldaten. Im Juni 2004 wurde er Vorsitzender des Nationalen Sicherheitsrats und Sicherheitsberater des Präsidenten. Nach der Präsidentschaftswahl im Januar 2008 wurde er als Außenminister abgelöst durch Dawit Bakradse. Beschuaschwili kündigte zunächst an, sich aus der Politik zurückziehen zu wollen. Am 1. Februar 2008 wurde er vom Präsidenten zum Chef des georgischen Nachrichtendienstes ernannt.
Das Amerikanische Biografische Institut hat ihn 2004 als Mann des Jahres ausgezeichnet. 2006 erhielt er den ukrainischen Verdienstorden erster Klasse.
Beschuaschwili ist verheiratet und hat zwei Söhne. Er spricht englisch, russisch und spanisch. Sein Bruder David ist Miteigentümer der TV-Stationen Mse TV und Rustawi 2 sowie Mitglied des georgischen Parlaments für die Vereinte Nationale Bewegung.

## Schriften
- Gela Bezhuashvili: International legal aspects of Georgian Foreign Policy. RAOE, Tbilisi 2003, ISBN 99928-30-46-8